# Бузалла
Бузалла (італ. Busalla, ліг. Busalla) — муніципалітет в Італії, у регіоні Лігурія,  метрополійне місто Генуя.
Бузалла розташована на відстані близько 420 км на північний захід від Рима, 18 км на північ від Генуї.
Населення — 5647 осіб (2014).

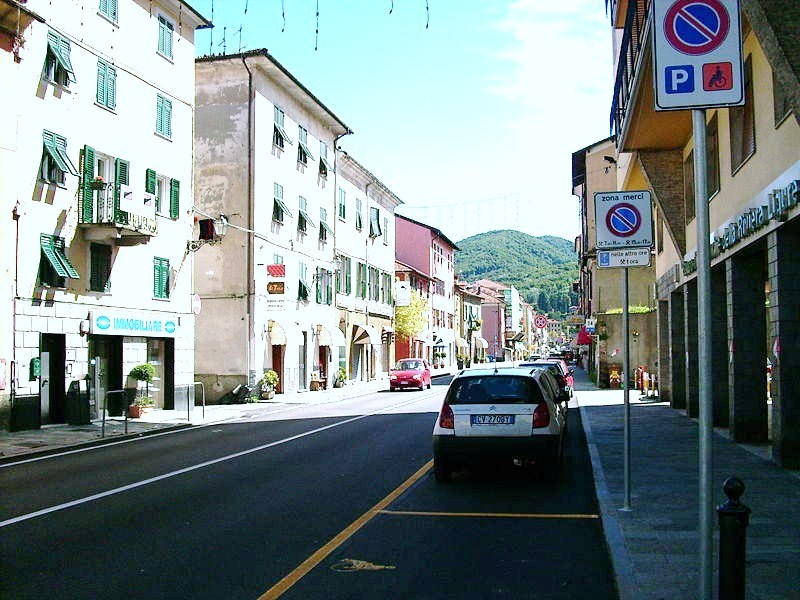

Щорічний фестиваль відбувається 12 вересня. Покровитель — SS. Nome di Maria.

## Демографія
Населення за роками:

Станом на 1 січня 2023 року в муніципалітеті офіційно проживали 442 іноземці з 40 країн, серед них 83 громадяни країн Євросоюзу та 16 громадян України.

## Уродженці
- Луїджі Бертоліні (*1904 — †1977) — відомий у минулому італійський футболіст, півзахисник, згодом — футбольний тренер.

## Сусідні муніципалітети
- Крочефієскі
- Фракональто
- Ізола-дель-Кантоне
- Міньянего
- Ронко-Скривія
- Савіньоне
- Воббія